# ديفيد بيلينغتون
ديفيد بيلينغتون (بالإنجليزية: David Billington)‏ (15 يناير 1980 في المملكة المتحدة - ) هو لاعب كرة قدم بريطاني في مركز الدفاع. لعب مع شيفيلد وينزداي ونادي بيتربورو يونايتد.

## وصلات خارجية
- ديفيد بيلينغتون على موقع قاعدة بيانات كرة القدم.إي يو (الإنجليزية)
- ديفيد بيلينغتون على موقع Soccerbase.com (لاعب) (الإنجليزية)